# Bijambare-Höhle
Die Bijambare-Höhle liegt im Landschaftsschutzgebiet Bijambare in 950 m nahe der Hochebene Nišići in Bosnien und Herzegowina. Sie ist die größte und bekannteste der Karsthöhlen und ist für Besucher erschlossen.

## Beschreibung
Sie ist 420 Meter lang und wird von vier bis zu dreißig Meter hohen sowie sechzig Meter breiten Gängen durchzogen. Der größte und hinterste der vier Hallen hat auf Grund ihrer Ausmaße auch den Namen „Konzertsaal“. Die Höhle weist zahlreiche Stalaktiten und Stalagmiten sowie Tuffsteine auf.

## Geschichte
1967 fanden Forscher in einer der Karsthöhlen in dem Landschaftsschutzgebiet Steinwerkzeuge. Deshalb wird davon ausgegangen, dass das Gebiet schon in prähistorischer Zeit von Menschen genutzt wurde.